# Panagudi
Panagudi é uma panchayat (vila) no distrito de Tirunelveli, no estado indiano de Tamil Nadu.

## Demografia
Segundo o censo de 2001,  Panagudi  tinha uma população de 25,444 habitantes. Os indivíduos do sexo masculino constituem 49% da população e os do sexo feminino 51%. Panagudi tem uma taxa de literacia de 71%, superior à média nacional de 59.5%: a literacia no sexo masculino é de 76% e no sexo feminino é de 66%. Em Panagudi, 12% da população está abaixo dos 6 anos de idade.